# Danh sách trường trung học phổ thông chuyên tại Việt Nam

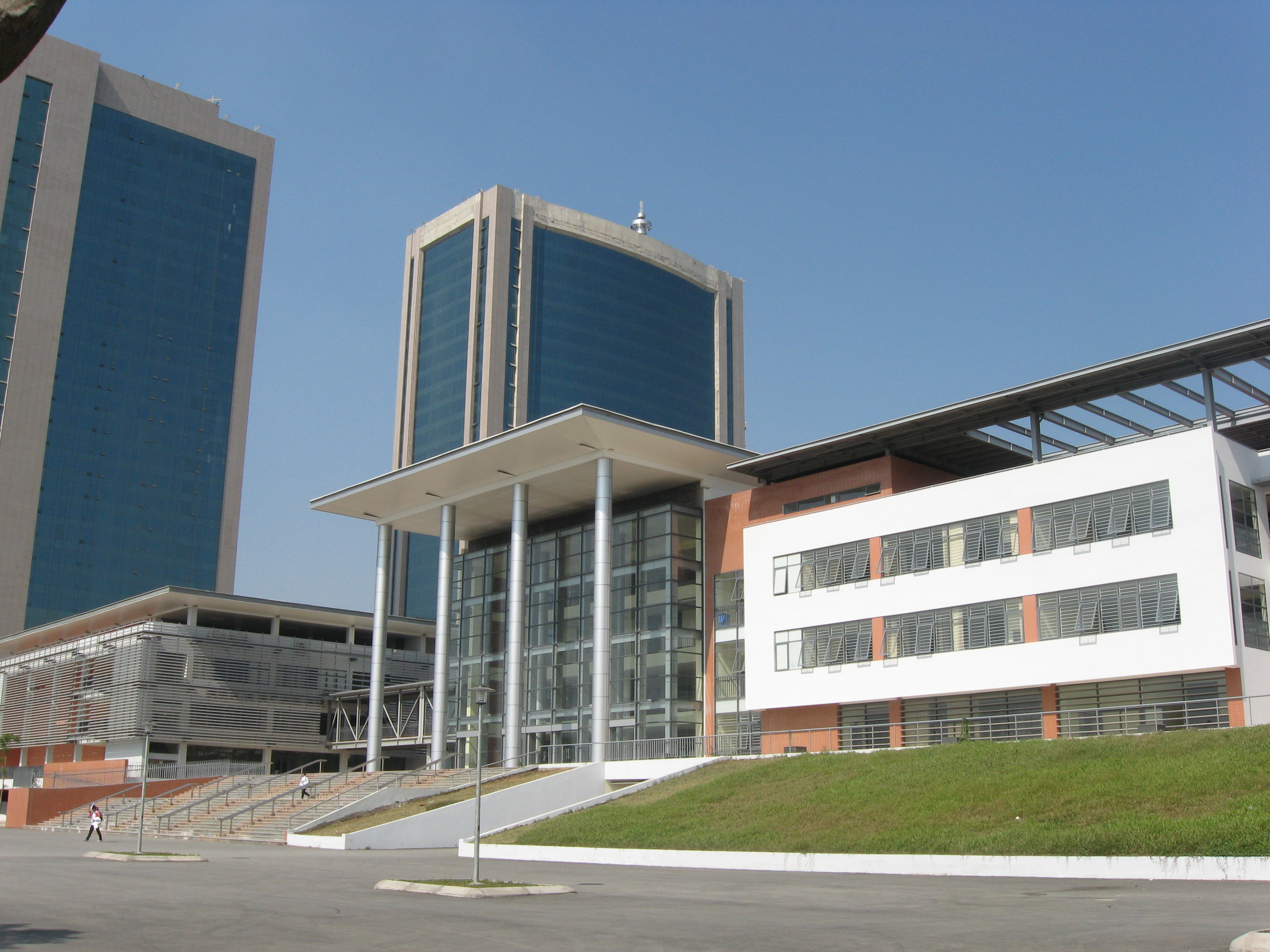
Trường Trung học phổ thông chuyên Hà Nội – Amsterdam

Hệ thống trường Trung học phổ thông chuyên tại Việt Nam được lập ra từ năm 1966. Bắt đầu với những lớp chuyên Toán tại các trường đại học lớn về khoa học cơ bản, sau đó các trường chuyên được thiết lập rộng rãi tại tất cả các tỉnh thành. Mục đích ban đầu của hệ thống trường chuyên, như các nhà khoa học khởi xướng như Lê Văn Thiêm, Hoàng Tụy, Tạ Quang Bửu, Ngụy Như Kon Tum mong đợi, là nơi phát triển các tài năng đặc biệt xuất sắc trong các lĩnh vực khoa học cơ bản. 

## Khái quát
Hệ thống trường trung học phổ thông chuyên ở Việt Nam bao gồm 2 hệ: các trường chuyên trực thuộc đại học (trước đây là các trường chuyên cấp quốc gia) và các trường chuyên trực thuộc tỉnh, thành phố. Hai hệ thống có một số khác biệt về:
- Phạm vi tuyển sinh:
  - Các trường chuyên trực thuộc đại học: tuyển sinh trong cả nước.
  - Các trường chuyên trực thuộc tỉnh, thành phố: chỉ tuyển sinh trong nội hạt tỉnh, thành phố đó (trừ một số trường hợp cá biệt)
- Kỳ thi chọn học sinh giỏi quốc gia: 
  - Các trường chuyên trực thuộc đại học: trực tiếp tham gia kì thi học sinh giỏi quốc gia như một tỉnh/thành phố
  - Các trường chuyên trực thuộc tỉnh, thành phố: phải tham gia kì thi học sinh giỏi cấp tỉnh, thành phố, thường là với các trường chuyên khác và trường THPT hệ thống thường trong tỉnh/thành phố

Trong thời kì đầu của hệ thống trường chuyên, khi chỉ mới hình thành một vài lớp phổ thông chuyên tại các trường đại học, mục tiêu này đã được theo sát và đạt được thành tựu khi mà phần lớn các học sinh chuyên Toán khi đó tiếp tục theo đuổi các lĩnh vực Toán học, Vật lý, Tin học (máy tính). Đây là giai đoạn mà hệ thống trường chuyên làm đúng nhất trách nhiệm của nó. Những học sinh chuyên trong thời kì này hiện đang nắm giữ các vị trí lãnh đạo chủ chốt tại chốt tại các trường đại học lớn, các viện nghiên cứu của Việt Nam cũng như là những cá nhân tiêu biểu nhất của nền khoa học nước nhà.
Tuy nhiên, cùng với sự mở rộng của hệ thống trường chuyên cũng như việc Việt Nam tham dự các kì Olympic khoa học quốc tế "hào hứng" hơn, mục tiêu ban đầu của hệ thống này ngày càng phai nhạt. Thành tích của các trường chuyên trong kỳ thi học sinh giỏi các cấp, kì thi tốt nghiệp trung học phổ thông và kì thi tuyển sinh vào đại học và cao đẳng vẫn thường rất cao. Tuy nhiên, nhiều người cho rằng lý do chính cho những thành tích này không phải là chất lượng giáo dục mà là phương pháp luyện thi. Tỉ lệ học sinh các trường chuyên tiếp tục theo đuổi khoa học hay các lĩnh vực liên quan cũng ngày càng thấp, và khiến cho giới khoa học Việt Nam không khỏi quan ngại.
Để được vào học tại các trường chuyên, học sinh tốt nghiệp cấp II phải thoả mãn các điều kiện về học lực, hạnh kiểm ở cấp II và đặc biệt là phải vượt qua các kỳ thi tuyển sinh đầu vào tương đối khốc liệt của các trường này.

## Trường trung học phổ thông chuyên trực thuộc đại học
| Tên trường                                                    | Trực thuộc                                                          | Tỉnh, thành phố       |
| ------------------------------------------------------------- | ------------------------------------------------------------------- | --------------------- |
| Trường Trung học phổ thông chuyên Đại học Sư phạm             | Trường Đại học Sư phạm Hà Nội                                       | Hà Nội                |
| Trường Trung học phổ thông chuyên Khoa học Tự nhiên           | Trường Đại học Khoa học Tự nhiên, Đại học Quốc gia Hà Nội           | Hà Nội                |
| Trường Trung học phổ thông chuyên Khoa học Xã hội và Nhân văn | Trường Đại học Khoa học Xã hội và Nhân văn, Đại học Quốc gia Hà Nội | Hà Nội                |
| Trường Trung học phổ thông chuyên Ngoại ngữ                   | Trường Đại học Ngoại ngữ, Đại học Quốc gia Hà Nội                   | Hà Nội                |
| Trường Trung học phổ thông chuyên Đại học Vinh                | Trường Đại học Vinh                                                 | Nghệ An               |
| Trường Trung học phổ thông chuyên Khoa học Huế                | Trường Đại học Khoa học, Đại học Huế                                | Huế                   |
| Trường Phổ thông Năng khiếu                                   | Đại học Quốc gia Thành phố Hồ Chí Minh                              | Thành phố Hồ Chí Minh |
| Trường Trung học phổ thông Năng khiếu Đại học Tân Tạo         | Trường Đại học Tân Tạo                                              | Tây Ninh              |

## Trường trung học phổ thông chuyên trực thuộc tỉnh, thành phố
| Tên trường                                             | Trực thuộc            | Phường              |
| ------------------------------------------------------ | --------------------- | ------------------- |
| Trường Trung học phổ thông chuyên Hà Nội – Amsterdam   | Hà Nội                | Yên Hòa             |
| Trường Trung học phổ thông chuyên Nguyễn Huệ           | Hà Nội                | Hà Đông             |
| Trường Trung học phổ thông chuyên Chu Văn An           | Hà Nội                | Tây Hồ              |
| Trường Trung học phổ thông chuyên Sơn Tây              | Hà Nội                | Sơn Tây             |
| Trường Trung học phổ thông chuyên Hùng Vương           | Thành phố Hồ Chí Minh | Thủ Dầu Một         |
| Trường Trung học phổ thông chuyên Lê Hồng Phong        | Thành phố Hồ Chí Minh | Chợ Quán            |
| Trường Trung học phổ thông chuyên Lê Quý Đôn           | Thành phố Hồ Chí Minh | Phước Thắng         |
| Trường Trung học phổ thông chuyên Trần Đại Nghĩa       | Thành phố Hồ Chí Minh | Sài Gòn             |
| Trường Trung học phổ thông chuyên Trần Phú             | Hải Phòng             | Hải An              |
| Trường Trung học phổ thông chuyên Nguyễn Trãi          | Hải Phòng             | Lê Thanh Nghị       |
| Trường Trung học phổ thông chuyên Quốc Học             | Huế                   | Thuận Hóa           |
| Trường Trung học phổ thông chuyên Lê Quý Đôn           | Đà Nẵng               | An Hải              |
| Trường Trung học phổ thông chuyên Lê Thánh Tông        | Đà Nẵng               | Hội An Tây          |
| Trường Trung học phổ thông chuyên Nguyễn Bỉnh Khiêm    | Đà Nẵng               | Bàn Thạch           |
| Trường Trung học phổ thông chuyên Lý Tự Trọng          | Cần Thơ               | Cái Răng            |
| Trường Trung học phổ thông chuyên Vị Thanh             | Cần Thơ               | Vị Thanh            |
| Trường Trung học phổ thông chuyên Nguyễn Thị Minh Khai | Cần Thơ               | Sóc Trăng           |
| Trường Trung học phổ thông chuyên Huỳnh Mẫn Đạt        | An Giang              | Rạch Giá            |
| Trường Trung học phổ thông chuyên Thoại Ngọc Hầu       | An Giang              | Long Xuyên          |
| Trường Trung học phổ thông chuyên Thủ Khoa Nghĩa       | An Giang              | Châu Đốc            |
| Trường Trung học phổ thông chuyên Bắc Giang            | Bắc Ninh              | Bắc Giang           |
| Trường Trung học phổ thông chuyên Bắc Ninh             | Bắc Ninh              | Kinh Bắc            |
| Trường Trung học phổ thông chuyên Bạc Liêu             | Cà Mau                | Bạc Liêu            |
| Trường Trung học phổ thông chuyên Phan Ngọc Hiển       | Cà Mau                | An Xuyên            |
| Trường Trung học phổ thông chuyên Cao Bằng             | Cao Bằng              | Tân Giang           |
| Trường Trung học phổ thông chuyên Lương Văn Chánh      | Đắk Lắk               | Tuy Hòa             |
| Trường Trung học phổ thông chuyên Nguyễn Du            | Đắk Lắk               | Tân An              |
| Trường Trung học phổ thông chuyên Lê Quý Đôn           | Điện Biên             | Điện Biên Phủ       |
| Trường Trung học phổ thông chuyên Bình Long            | Đồng Nai              | Bình Long           |
| Trường Trung học phổ thông chuyên Lương Thế Vinh       | Đồng Nai              | Tam Hiệp            |
| Trường Trung học phổ thông chuyên Quang Trung          | Đồng Nai              | Đồng Xoài           |
| Trường Trung học Phổ thông chuyên Nguyễn Quang Diêu    | Đồng Tháp             | Mỹ Trà              |
| Trường Trung học phổ thông chuyên Nguyễn Đình Chiểu    | Đồng Tháp             | Tân Dương           |
| Trường Trung học phổ thông chuyên Tiền Giang           | Đồng Tháp             | Trung An            |
| Trường Trung học phổ thông chuyên Chu Văn An           | Gia Lai               | Bồng Sơn            |
| Trường Trung học phổ thông chuyên Hùng Vương           | Gia Lai               | Diên Hồng           |
| Trường Trung học phổ thông chuyên Lê Quý Đôn           | Gia Lai               | Quy Nhơn            |
| Trường Trung học phổ thông chuyên Hà Tĩnh              | Hà Tĩnh               | Trần Phú            |
| Trường Trung học phổ thông chuyên Hưng Yên             | Hưng Yên              | Phố Hiến            |
| Trường Trung học phổ thông chuyên Thái Bình            | Hưng Yên              | Trần Hưng Đạo       |
| Trường Trung học phổ thông chuyên Lê Quý Đôn           | Khánh Hòa             | Nam Nha Trang       |
| Trường Trung học phổ thông chuyên Lê Quý Đôn           | Khánh Hòa             | Đông Hải            |
| Trường Trung học phổ thông chuyên Lê Quý Đôn           | Lai Châu              | Tân Phong           |
| Trường Trung học phổ thông chuyên Chu Văn An           | Lạng Sơn              | Đông Kinh           |
| Trường Trung học phổ thông chuyên Lào Cai              | Lào Cai               | Cam Đường           |
| Trường Trung học phổ thông chuyên Nguyễn Tất Thành     | Lào Cai               | Văn Phú             |
| Trường Trung học phổ thông chuyên Bảo Lộc              | Lâm Đồng              | 1 Bảo Lộc           |
| Trường Trung học phổ thông chuyên Nguyễn Chí Thanh     | Lâm Đồng              | Nam Gia Nghĩa       |
| Trường Trung học phổ thông chuyên Thăng Long           | Lâm Đồng              | Xuân Hương – Đà Lạt |
| Trường Trung học phổ thông chuyên Trần Hưng Đạo        | Lâm Đồng              | Phú Thủy            |
| Trường Trung học phổ thông chuyên Phan Bội Châu        | Nghệ An               | Thành Vinh          |
| Trường Trung học phổ thông chuyên Biên Hòa             | Ninh Bình             | Phủ Lý              |
| Trường Trung học phổ thông chuyên Lê Hồng Phong        | Ninh Bình             | Nam Định            |
| Trường Trung học phổ thông chuyên Lương Văn Tụy        | Ninh Bình             | Hoa Lư              |
| Trường Trung học phổ thông chuyên Hoàng Văn Thụ        | Phú Thọ               | Hòa Bình            |
| Trường Trung học phổ thông chuyên Hùng Vương           | Phú Thọ               | Việt Trì            |
| Trường Trung học phổ thông chuyên Vĩnh Phúc            | Phú Thọ               | Vĩnh Phúc           |
| Trường Trung học phổ thông chuyên Lê Khiết             | Quảng Ngãi            | Nghĩa Lộ            |
| Trường Trung học phổ thông chuyên Nguyễn Tất Thành     | Quảng Ngãi            | Kon Tum             |
| Trường Trung học phổ thông chuyên Hạ Long              | Quảng Ninh            | Hạ Long             |
| Trường Trung học phổ thông chuyên Lê Quý Đôn           | Quảng Trị             | Nam Đông Hà         |
| Trường Trung học phổ thông chuyên Võ Nguyên Giáp       | Quảng Trị             | Đồng Hới            |
| Trường Trung học phổ thông chuyên Sơn La               | Sơn La                | Chiềng Sinh         |
| Trường Trung học phổ thông chuyên Hoàng Lê Kha         | Tây Ninh              | Tân Ninh            |
| Trường Trung học phổ thông chuyên Trần Văn Giàu        | Tây Ninh              | Long An             |
| Trường Trung học phổ thông chuyên Bắc Kạn              | Thái Nguyên           | Bắc Kạn             |
| Trường Trung học phổ thông chuyên Thái Nguyên          | Thái Nguyên           | Phan Đình Phùng     |
| Trường Trung học phổ thông chuyên Lam Sơn              | Thanh Hóa             | Hạc Thành           |
| Trường Trung học phổ thông chuyên Hà Giang             | Tuyên Quang           | Hà Giang 1          |
| Trường Trung học phổ thông chuyên Tuyên Quang          | Tuyên Quang           | Minh Xuân           |
| Trường Trung học phổ thông chuyên Bến Tre              | Vĩnh Long             | Phú Tân             |
| Trường Trung học phổ thông chuyên Nguyễn Bỉnh Khiêm    | Vĩnh Long             | Phước Hậu           |
| Trường Trung học phổ thông chuyên Nguyễn Thiện Thành   | Vĩnh Long             | Long Đức            |

## Thống kê
- 1 thành phố có 8 trường chuyên: Hà Nội (trong đó có 4 trường chuyên trực thuộc đại học)
- 1 thành phố có 5 trường chuyên: Thành phố Hồ Chí Minh (trong đó có 1 trường chuyên trực thuộc đại học)
- 1 tỉnh có 4 trường chuyên: Lâm Đồng
- 9 tỉnh, thành phố có 3 trường chuyên: Tây Ninh (trong đó có 1 trường chuyên trực thuộc đại học), Đà Nẵng, Cần Thơ, An Giang, Đồng Nai, Đồng Tháp, Gia Lai, Ninh Bình, Phú Thọ, Vĩnh Long
- 14 tỉnh, thành phố có 2 trường chuyên: Huế, Nghệ An (trong đó mỗi tỉnh, thành phố có 1 trường chuyên trực thuộc đại học), Hải Phòng, Bắc Ninh, Cà Mau, Đắk Lắk, Hưng Yên, Khánh Hòa, Lào Cai, Quảng Ngãi, Quảng Trị, Thái Nguyên, Tuyên Quang
- 8 tỉnh có 1 trường chuyên: Cao Bằng, Điện Biên, Hà Tĩnh, Lai Châu, Lạng Sơn, Quảng Ninh, Sơn La, Thanh Hóa

## Trường trung học phổ thông có hệ chuyên
| Tên trường                                    | Trực thuộc            | Phường       |
| --------------------------------------------- | --------------------- | ------------ |
| Trường Trung học phổ thông Gia Định           | Thành phố Hồ Chí Minh | Thạnh Mỹ Tây |
| Trường Trung học phổ thông Nguyễn Thượng Hiền | Thành phố Hồ Chí Minh | Tân Sơn Nhất |
| Trường Trung học phổ thông Nguyễn Hữu Huân    | Thành phố Hồ Chí Minh | Thủ Đức      |
| Trường Trung học phổ thông Mạc Đĩnh Chi       | Thành phố Hồ Chí Minh | Phú Lâm      |

## Trường trung học phổ thông chuyên đã giải thể hoặc dừng đào tạo hệ chuyên

### Trực thuộc đại học
Danh sách này không đầy đủ, bạn cũng có thể giúp mở rộng danh sách.
| Tên trường                 | Trực thuộc                                                       | Tình trạng             | Năm học giải thể hoặc dừng tuyển sinh hệ chuyên |
| -------------------------- | ---------------------------------------------------------------- | ---------------------- | ----------------------------------------------- |
| Khối Phổ thông chuyên Tin  | Đại học Bách khoa Hà Nội                                         | Giải thể               |                                                 |
| Khối Phổ thông             | Trường Đại học Bách khoa, Đại học Quốc gia Thành phố Hồ Chí Minh | Giải thể               |                                                 |
| Trường Trung học Thực hành | Trường Đại học Sư phạm Thành phố Hồ Chí Minh                     | Dừng đào tạo hệ chuyên | 2022–2023                                       |

### Trực thuộc tỉnh, thành phố
Danh sách này không đầy đủ, bạn cũng có thể giúp mở rộng danh sách.
| Tên trường                                   | Trực thuộc            | Phường, xã   | Tình trạng             | Năm học giải thể hoặc dừng tuyển sinh hệ chuyên |
| -------------------------------------------- | --------------------- | ------------ | ---------------------- | ----------------------------------------------- |
| Trường Trung học phổ thông Nguyễn Hữu Cầu    | Thành phố Hồ Chí Minh | Bà Điểm      | Dừng đào tạo hệ chuyên | 2018–2019                                       |
| Trường Trung học phổ thông Củ Chi            | Thành phố Hồ Chí Minh | Tân An Hội   | Dừng đào tạo hệ chuyên | 2018–2019                                       |
| Trường Trung học phổ thông Trung Phú         | Thành phố Hồ Chí Minh | Phú Hoà Đông | Dừng đào tạo hệ chuyên | 2018–2019                                       |
| Trường Trung học phổ thông Nguyễn Trung Trực | Kiên Giang            | Rạch Giá     | Dừng đào tạo hệ chuyên | 2021–2022                                       |